# Dytika Asterousia (apo Agiοfaraggο eos Kokkinο Purgο)
Dytika Asterousia (apo Agiοfaraggο eos Kokkinο Purgο) este o arie protejată (arie specială de conservare — SAC, sit de importanță comunitară — SCI) din Grecia întinsă pe o suprafață de 2.727,11 ha, integral pe uscat.

## Localizare
Centrul sitului Dytika Asterousia (apo Agiοfaraggο eos Kokkinο Purgο) este situat la coordonatele 34°57′30″N 24°45′46″E / 34.958432°N 24.762876°E.

## Înființare
Situl Dytika Asterousia (apo Agiοfaraggο eos Kokkinο Purgο) a fost declarat sit de importanță comunitară în aprilie 1997 pentru a proteja 1 specie de plante și 2 specii de animale. Situl a fost protejat și ca arie specială de conservare în martie 2011.

## Biodiversitate
Situată în ecoregiunea mediteraneană, aria protejată conține 15 habitate naturale: Faleze cu vegetație de Limonium spp. endemic de pe coastele mediteraneene, Salicornia și alte specii anuale care populează regiunile mlăștinoase și nisipoase, Dune mobile de-a lungul țărmului cu Ammophila arenaria („dune albe”), Dune cu vegetație ierboasă Malcolmietalia, Dune de coastă cu Juniperus spp., Dune cu tufărișuri sclerofile Cisto-Lavenduletalia, Râuri mediteraneene cu debit intermitent, cu specii de Paspalo-Agrostidion, Matorral arborescenți cu Juniperus spp., Sarcopoterium spinosum phryganas, Pseudostepă cu ierburi și specii anuale de Thero-Brachypodietea, Pante stâncoase calcaroase cu vegetație casmofită, Peșteri marine scufundate complet sau parțial, Galerii și tufărișuri riverane sudice (Nerio-Tamaricetea și Securinegion tinctoriae), Păduri de Olea și Ceratonia, Plantații de palmieri Phoenix.
La baza desemnării sitului se află mai multe specii protejate:
- plante (1): Phoenix theophrasti
- reptile (2): Mauremys rivulata, elaphe situla (Zamenis situla)

Pe lângă speciile protejate, pe teritoriul sitului au mai fost identificate 8 specii de plante, 3 specii de amfibieni, 2 specii de mamifere, 6 specii de reptile.